# Hidakagawa
Hidakagawa (日高川町, Hidakagawa-chō) est un bourg du district de Hidaka, dans la préfecture de Wakayama, au Japon.

## Géographie

### Situation
Hidakagawa est situé dans le centre de la préfecture de Wakayama, au sud-est de Wakayama, capitale préfectorale, au Japon.

### Démographie
Au 1er décembre 2014, la population de Hidakagawa s'élevait à 9 940 habitants répartis sur une superficie de 331,65 km2.

### Hydrographie
Le fleuve Hidaka traverse, d'est en ouest, la partie ouest de Hidaka, avant d'atteindre son embouchure dans le canal de Kii, à Gobō,.

## Histoire
La création de Hidakagawa date de 2005 après la fusion du bourg de Kawabe avec les villages de Nakatsu et Miyama.

## Patrimoine culturel

### Patrimoine religieux
Le Dōjō-ji, un temple bouddhique, se trouve à Hidakagawa.